# Зачем?
«Зачем?» — песня, написанная участниками группы «5sta family» Лоей, В. Ефремовым и В. Коссинским. Композиция была выпущена как третий сингл группы «5ivesta family».
По словам Ольги Засульской, песня стала первой композицией, написанной группой.

## Чарты
Сингл занял первое место в российском радиочарте, пробыв на первом месте 8 недель. Песня дебютировала в российском чарте цифровых синглов на 1 месте, 18 июня 2010 года. Во вторую неделю сингл также был на 1 месте. В последующие 6 недель песня возглавляла чарт. В девятую неделю в чарте, композиция опустилась до 2-го места, уступив первое место песне «Alors On Danse» исполнителя Stromae. В 10, 11 и 12 недели песня также занимала второе место. В 13 неделю песня опустилась до 3-го места в чарте. В 14 неделю песня снова поднялась до 2-го места, в 15 неделю песня опустилась до 6-й позиции.
Композиция также занимала высокие места в чартах продаж ринг-бэк тонов. В чарте за второй квартал 2010 года, песня заняла 7-е место в России, 2-е место в Белоруссии и первое место в Казахстане.

## Список композиций
- Радиосингл[20]

| №  | Название | Автор(ы)                                 | Длительность |
| -- | -------- | ---------------------------------------- | ------------ |
| 1. | «Зачем?» | О. Засульская, В. Коссинский, В. Ефремов | 3:33         |

- Цифровой сингл[21]

| №  | Название | Автор(ы)                                 | Длительность |
| -- | -------- | ---------------------------------------- | ------------ |
| 1. | «Зачем?» | О. Засульская, В. Коссинский, В. Ефремов | 3:31         |